# Сутиль, Адриан
Адриа́н Сути́ль (нем. Adrian Sutil, родился 11 января 1983 года в Штарнберге, ФРГ) — немецкий автогонщик уругвайского происхождения; победитель чемпионата Японской Формулы-3 (2006).
Обладатель рекорда Формулы-1 по количеству проведённых Гран-при без единого подиума (128 гонок).

## Общая информация
Адриан — один из трёх сыновей в интернациональной семье музыкантов: его мама Моника родом из Германии, а отец Хорхе — из Уругвая. Его братьев зовут Даниэль и Рафаэль.
До того как дать своему сыну заняться автоспортом, родители заставили Адриана на профессиональном уровне научиться играть на пианино, что у него и до сих пор неплохо получается.
Сутиль владеет английским, немецким, испанским и (в малой степени) итальянским языком.
Спортивную карьеру Адриана поддерживают компании «Mercedes-Benz» и «Medion».
Инцидент в ночном клубе Шанхая
По окончании Гран-при Китая 2011 года Сутиль праздновал окончание гонки в одном из ночных клубов Шанхая, где присутствовали и другие представители «Формулы-1». Между Сутилем и совладельцем команды «Lotus-Renault» Эриком Люксом произошёл инцидент, в ходе которого Сутиль ударил его в шею бокалом для шампанского. Впоследствии врачам пришлось наложить больше дюжины швов на порез от осколков. Люкс подал на Сутиля иск о покушении на убийство в пяти странах. 31 января 2012 года окружной суд Мюнхена приговорил Сутиля к 18 месяцам тюрьмы условно, а также денежному штрафу в 200000 евро, которые тот должен был внести как пожертвование в указанный судом благотворительный фонд.
Льюис Хэмильтон, который в то время был близким другом Адриана, присутствовал на вечеринке во время инцидента, и должен был выступать как свидетель со стороны защиты. Однако в день суда британский гонщик принимал участие в презентации нового болида своей команды, и не явился в зал суда. Сутиль позже нелестно отзывался о своём британском друге по этому поводу, что положил конец их близким отношениям. Другим последствием иска стал отказ команды «Force India F1» заключать с Адрианом контракт пилота на сезон-2012.

## Спортивная карьера
Первые годы
Сутиль начал заниматься картингом в 14 лет. Не добившись особых успехов он, тем не менее, обретает за это время достаточную уверенность в своих силах, чтобы испытать себя в гонках младших формульных классов: в 2002 году он стартует в австрийской «Формуле-Masters» и швейцарской «Формуле-Форд 1800». Опыт вождения малознакомой техники в сравнительно слабых по составу участников чемпионатах дал впечатляющий результат: в Австрии Адриан одерживает пять побед, а в Швейцарии — 12, становясь чемпионом местного первенства. Следующим шагом в карьере Адриана становится переход в более престижное первенство «Формулы-БМВ ADAC». Год в середняке пелотона — австрийском коллективе «HBR Motorsport»— приносит несколько выигранных квалификаций и шестое место в личном зачёте.
Оставаться здесь ещё на сезон и, возможно, поучаствовать в борьбе за титул менеджмент гонщика не решился, переведя его сразу в гонки «Формулы-3», подписав контракт с командой Колина Коллеса в евросерии. Подготовленная этим коллективом техника позволяла Сутилю лишь время от времени бороться в лидирующей группе, но немец использовал свои немногочисленные возможности, ударно проведя этап в Адрии, где выиграл квалификацию и дважды финишировал в очках. Менеджмент гонщика, тем временем, искал возможность посадить Адриана в кокпит машины более сильной командой и накануне осеннего этапа на Хоккенхаймринге были улажены последние формальности в соглашении с ASM". Сотрудничество в конце года принесло лишь один поул, а уже в сезоне-2005 Сутиль и его партнёр по команде Льюис Хэмилтон в доминирующем стиле разыграли и титул в евросерии и победу в «F3 Masters». Британец оба раза оказывался заметно стабильнее.
Перейти в более престижные серии сразу не удаётся и Сутиль пытается обратить на себя внимание, пользуясь любой возможностью для старта хоть в сколько-нибудь престижных чемпионатах: в октябре — декабре 2005 года он участвует в этапах серии "A1 Grand Prix " выступая за немецкую команду, однако в шести стартах добивается лишь двух двенадцатых мест. На 2006 год найти полноценного контракта в Европе не удаётся и Адриан уезжает в Восточную Азию, подписывал соглашение с проектом TOM’S, выступая за них в Японской Ф3, Гран-при Макао и этапах «Super GT». Накопленный ранее опыт настройки техники «Формулы-3» позволяет ему без особых проблем привыкнуть к новым трассам и, одержав пять побед в восемнадцати стартах, выиграть титул сильнейшего пилота серии. Соревнование в Аомыне также было проведено достаточно уверенно: немец все заезды держался в группе лидеров, а в гонке уступил лишь Ричарду Антинуччи и Майку Конвею.
Некогда установленные взаимоотношения с Колином Коллесом позволяют в 2006 году прийти в «Формулу-1»: сначала Адриан становится одним из многих тест-пилотов его команды, а в 2007 году получает возможность стать боевым пилотом. Стабильная поддержка личных спонсоров позволяет немцу оставаться в команде на протяжении шести сезонов подряд и постепенно дорасти вместе с ней от статуса одного из аутсайдеров гонок чемпионата мира до уровня его крепкого середняка.
2007-13
В 2007 году, на знакомой по гонкам в Японии трассе Фудзи, Адриан впервые финиширует в очковой зоне. воспользовавшись многочисленными ошибками конкурентов на мокрой трассе. Через год немец вновь блеснул под дождём, выбравшись незадолго до финиша на четвёртое место в Гран-при Монако, однако ошибка шедшего непосредственно позади него Кими Райкконена привела к столкновению и сходу немца. В 2009 году команда, в которой к тому моменту стабилизировалось руководство (власть в свои руки забрал индиец Виджей Малья) постепенно стала улучшать свою машину: Сутиль всё чаще блистал в мокрых условиях, а ко второй половине сезона оба пилота смогли время от времени бороться за попадание в квалификации в финальный сегмент и уверенно бороться в очковой группе в гонке. В Бельгии партнёр Адриана Джанкарло Физикелла выиграл квалификацию и всю гонку боролся за победу, а уже на следующем этапе — в Монце блеснул сам Сутиль, квалифицировавшийся вторым и закончивший гонку четвёртым.
В 2010 году взаимный прогресс продолжился: Адриан стабильно квалифицировался в начале второго десятка, а в гонках всё чаще набирал очки. Сразу девять финишей в Top10 позволяют ему занять в личном зачёте одиннадцатое место. Через год машина сохранила прежнюю скорость, позволяя Сутилю раз за разом пробиваться даже в решающий сегмент квалификации, а в гонках он стабильно финиширует в Top10, набрав, в итоге, девятую сумму очков в личном зачёте.
Из-за судебных разбирательств с Эриком Люксом найти себе место в пелотоне на сезон-2012 не удаётся, но уже в 2013 году он вновь возвращается в «Force India F1» и в дебютном Гран-при доказывает, что за пропущенный год его скорость никуда не исчезла: благодаря удачной тактике на Гран-при Австралии он большую часть гонки борется в лидирующей группе, несколько кругов возглавляет пелотон, но из-за проблем с шинами финиширует лишь седьмым. В дальнейшем подобный темп держать не удалось — где-то не хватало скорости, где-то Адриан попадал в необязательные аварии или отказывала машина. В результате за 19 гонок сезона Сутиль набрал лишь 29 очков (против 48 очков у напарника) и занял в личном зачёте тринадцатое место. Лучшей гонкой сезона после Австралии стал майский Гран-при Монако, где немец финишировал пятым, впереди Дженсона Баттона и Фернандо Алонсо.
2014
В 2014-м году Адриан впервые за карьеру в чемпионате мира сменил команду, перейдя в Sauber F1; швейцарская организация с большими проблемами пережила очередную смену технического регламента, заметно сбавив в результатах; Сутиль и его партнёр чаще боролись по ходу гонок во втором десятке пелотона, почти не имея шансов на финиш в очковой группе.

## Статистика результатов в моторных видах спорта
| 2002    | Швейцарская Формула-Форд 1800 | SSPT Racing               | 12         | 12         | н/д        | 12         | н/д        | 1-й        |
| 2002    | Австрийская Формула-Masters   | н/д                       | н/д        | н/д        | н/д        | н/д        | н/д        | н/д        |
| 2003    | Формула-BMW ADAC              | HBR Motorsport            | 20         | 2          | 1          | 0          | 86         | 6-й        |
| 2004    | Евросерия Формулы-3           | Team Kolles ASM Formule 3 | 20         | 2          | 0          | 0          | 9          | 17-й       |
| 2004    | F3 Masters                    | Team Kolles               | 1          | 0          | 0          | 0          |            | 20-й       |
| 2005    | Евросерия Формулы-3           | ASM Formule 3             | 18         | 1          | 3          | 2          | 94         | 2-й        |
| 2005    | F3 Masters                    | ASM Formule 3             | 1          | 0          | 0          | 0          |            | 2-й        |
| 2005-06 | A1 Grand Prix                 | Германия                  | 6          | 0          | 0          | 0          | 38         | 15-й       |
| 2006    | Японская Формула-3            | TOM’S                     | 18         | 3          | 5          | 5          | 212        | 1-й        |
| 2006    | Гран-при Макао Ф3             | TOM’S                     | 1          | 0          | 0          | 0          |            | 3-й        |
| 2006    | Super GT (класс GT500)        | Toyota Team TOM’S         | 1          | 0          | 0          | 0          | 6          | 26-й       |
| 2006    | Формула-1                     | Midland F1 Spyker F1      | тест-пилот | тест-пилот | тест-пилот | тест-пилот | тест-пилот | тест-пилот |
| 2007    | Формула-1                     | Spyker F1                 | 17         | 0          | 0          | 0          | 1          | 19-й       |
| 2008    | Формула-1                     | Force India F1            | 18         | 0          | 0          | 0          | 0          | НК         |
| 2009    | Формула-1                     | Force India F1            | 17         | 0          | 1          | 0          | 5          | 17-й       |
| 2010    | Формула-1                     | Force India F1            | 19         | 0          | 0          | 0          | 47         | 11-й       |
| 2011    | Формула-1                     | Force India F1            | 19         | 0          | 0          | 0          | 42         | 9-й        |
| 2013    | Формула-1                     | Force India F1            | 19         | 0          | 0          | 0          | 29         | 13-й       |
| 2014    | Формула-1                     | Sauber F1                 | 19         | 0          | 0          | 0          | 0          | 18-й       |
| 2015    | Формула-1                     | Williams F1               | тест-пилот | тест-пилот | тест-пилот | тест-пилот | тест-пилот | тест-пилот |

### Формула-1
| Легенда к таблице |                                                                    |
| --- | ------------------------------------------------------------------ |
| В таблице перечислены результаты всех Гран-при Формулы-1, в которых принимал участие гонщик. Строками таблицы являются сезоны, столбцами — этапы чемпионата мира. В каждой клетке указаны сокращённое название этапа и результат, дополнительно обозначенный цветом. Расшифровка обозначений и цветов представлена в нижеследующей таблице. |                                                                    |
| \| Пример \| Описание \| \| ------------ \| ------------------------------------------------------------------ \| \| 1 \| Победитель \| \| 2 \| Второе место \| \| 3 \| Третье место \| \| 5 \| Финишировал, заработав очки \| \| Сход \| Не финишировал, но при этом заработал очки \| \| 12 \| Финишировал, не получив очков \| \| НКЛ \| Финишировал, но не попал в финальную классификацию \| \| 15 \| Участвовал вне зачёта, либо по отдельной классификации \| \| 18 \| Не финишировал, но попал в финальную классификацию \| \| Сход \| Не финишировал \| \| НКВ \| Не прошёл квалификацию \| \| НПКВ \| Не прошёл предквалификацию \| \| ДСК \| Дисквалифицирован \| \| ИСК \| Исключён из протокола соревнований \| \| ТТ \| Заявлен для участия только в тренировках \| \| НС \| Участвовал в квалификации, но не стартовал в гонке \| \| Т \| Травмирован или болен \| \| ОТК \| Отказ от участия \| \| НТР \| Прибыл на соревнования, но на трассу не выезжал \| \| НПР \| Был заявлен в числе участников, но не прибыл к началу соревнований \| \| О \| Соревнования отменены \| \| \| Не участвовал \| \| Поул-позиция \| \| \| Быстрый круг \| \| |                                                                    |
| Пример | Описание                                                           |
| 1 | Победитель                                                         |
| 2 | Второе место                                                       |
| 3 | Третье место                                                       |
| 5 | Финишировал, заработав очки                                        |
| Сход | Не финишировал, но при этом заработал очки                         |
| 12 | Финишировал, не получив очков                                      |
| НКЛ | Финишировал, но не попал в финальную классификацию                 |
| 15 | Участвовал вне зачёта, либо по отдельной классификации             |
| 18 | Не финишировал, но попал в финальную классификацию                 |
| Сход | Не финишировал                                                     |
| НКВ | Не прошёл квалификацию                                             |
| НПКВ | Не прошёл предквалификацию                                         |
| ДСК | Дисквалифицирован                                                  |
| ИСК | Исключён из протокола соревнований                                 |
| ТТ | Заявлен для участия только в тренировках                           |
| НС | Участвовал в квалификации, но не стартовал в гонке                 |
| Т | Травмирован или болен                                              |
| ОТК | Отказ от участия                                                   |
| НТР | Прибыл на соревнования, но на трассу не выезжал                    |
| НПР | Был заявлен в числе участников, но не прибыл к началу соревнований |
| О | Соревнования отменены                                              |
| | Не участвовал                                                      |
| Поул-позиция |                                                                    |
| Быстрый круг |                                                                    |

| Год  | Команда                     | Шасси             | Двигатель               | Ш | 1        | 2        | 3        | 4        | 5        | 6        | 7        | 8      | 9        | 10       | 11       | 12       | 13       | 14       | 15       | 16       | 17       | 18       | 19     | Место | Очки |
| ---- | --------------------------- | ----------------- | ----------------------- | - | -------- | -------- | -------- | -------- | -------- | -------- | -------- | ------ | -------- | -------- | -------- | -------- | -------- | -------- | -------- | -------- | -------- | -------- | ------ | ----- | ---- |
| 2006 | Midland F1 Racing           | Midland M16       | Toyota RVX-06 2,4 V8    | B | БАХ      | МАЛ      | АВС      | САН      | ЕВР тест | ИСП      | МОН      | ВЕЛ    | КАН      | США      | ФРА тест | ГЕР      | ВЕН      | ТУР      | ИТА      |          |          |          |        | —     | —    |
| 2006 | Spyker MF1 Team             | Midland M16       | Toyota RVX-06 2,4 V8    | B |          |          |          |          |          |          |          |        |          |          |          |          |          |          |          | КИТ      | ЯПО тест | БРА      |        | —     | —    |
| 2007 | Etihad Aldar Spyker F1 Team | Spyker F8-VII     | Ferrari 056H 2,4 V8     | B | АВС 17   | МАЛ Сход | БАХ 15   | ИСП 13   | МОН Сход | КАН Сход | США 14   | ФРА 17 | ВЕЛ Сход | ЕВР Сход | ВЕН 17   | ТУР 21   |          |          |          |          |          |          |        | 19    | 1    |
| 2007 | Etihad Aldar Spyker F1 Team | Spyker F8-VIIB    | Ferrari 056H 2,4 V8     | B |          |          |          |          |          |          |          |        |          |          |          |          | ИТА 19   | БЕЛ 14   | ЯПО 8    | КИТ Сход | БРА Сход |          |        | 19    | 1    |
| 2008 | Force India F1 Team         | Force India VJM01 | Ferrari 056 2,4 V8      | B | АВС Сход | МАЛ Сход | БАХ 19   | ИСП Сход | ТУР 16   | МОН Сход | КАН Сход | ФРА 19 | ВЕЛ Сход | ГЕР 15   | ВЕН Сход | ЕВР Сход | БЕЛ 13   | ИТА 19   | СИН Сход | ЯПО Сход | КИТ Сход | БРА 16   |        | 20    | 0    |
| 2009 | Force India F1 Team         | Force India VJM02 | Mercedes FO 108V 2,4 V8 | B | АВС 9    | МАЛ 17   | КИТ 17   | БАХ 16   | ИСП Сход | МОН 14   | ТУР 17   | ВЕЛ 17 | ГЕР 15   | ВЕН Сход | ЕВР 10   | БЕЛ 11   | ИТА 4    | СИН Сход | ЯПО 13   | БРА Сход | АБУ 17   |          |        | 16    | 5    |
| 2010 | Force India F1 Team         | Force India VJM03 | Mercedes FO 108X 2,4 V8 | B | БАХ 12   | АВС Сход | МАЛ 5    | КИТ 11   | ИСП 7    | МОН 8    | ТУР 9    | КАН 10 | ЕВР 6    | ВЕЛ 8    | ГЕР 17   | ВЕН Сход | БЕЛ 5    | ИТА 16   | СИН 9    | ЯПО Сход | КОР Сход | БРА 12   | АБУ 13 | 11    | 47   |
| 2011 | Force India F1 Team         | Force India VJM04 | Mercedes FO 108Y 2,4 V8 | P | АВС 9    | МАЛ 11   | КИТ 15   | ТУР 13   | ИСП 13   | МОН 7    | КАН Сход | ЕВР 9  | ВЕЛ 11   | ГЕР 6    | ВЕН 14   | БЕЛ 7    | ИТА Сход | СИН 8    | ЯПО 11   | КОР 11   | ИНД 9    | АБУ 8    | БРА 6  | 9     | 42   |
| 2013 | Force India F1 Team         | Force India VJM06 | Mercedes FO 108Z 2,4 V8 | P | АВС 7    | МАЛ Сход | КИТ Сход | БАХ 13   | ИСП 13   | МОН 5    | КАН 10   | ВЕЛ 7  | ГЕР 13   | ВЕН Сход | БЕЛ 9    | ИТА 16   | СИН 10   | КОР 20   | ЯПО 14   | ИНД 9    | АБУ 10   | США Сход | БРА 13 | 13    | 29   |
| 2014 | Sauber F1 Team              | Sauber C33        | Ferrari 059/3 1,6 V6    | P | АВС 11   | МАЛ Сход | БАХ Сход | КИТ Сход | ИСП 17   | МОН Сход | КАН 13   | АВТ 13 | ВЕЛ 13   | ГЕР Сход | ВЕН 11   | БЕЛ 14   | ИТА 15   | СИН Сход | ЯПО 21   | РОС 16   | США Сход | БРА 16   | АБУ 16 | 18    | 0    |